# Tout fout le camp
Pour plus de détails, voir Fiche technique et Distribution.
Tout fout le camp est une comédie française réalisée par Sébastien Betbeder, sortie en 2022.

## Fiche technique
Sauf indication contraire, les informations mentionnées dans cette section peuvent être confirmées par la base de données cinématographiques IMDb,  présente dans la section « Liens externes ».
- Titre original : Tout fout le camp
- Réalisation : Sébastien Betbeder
- Scénario : Sébastien Betbeder
- Musique : Thomas Scimeca et Nicolas Belvalette
- Décors : Aurore Casalis
- Costumes : Léa Forest
- Photographie : Romain Le Bonniec
- Montage : Céline Canard
- Production : Frédéric Dubreuil
- Sociétés de production : Rezo Films et Envie de tempête Productions
- Société de distribution : IntraMovies
- Pays de production :  France
- Langue originale : français
- Format : couleur — 2,35:1
- Genre : Comédie
- Durée : 95 minutes
- Date de sortie :
  - France : 14 septembre 2022

## Distribution
Sauf indication contraire, les informations mentionnées dans cette section peuvent être confirmées par la base de données cinématographiques Allociné,  présente dans la section « Liens externes ».
- Thomas Scimeca : Thomas
- Nicolas Belvalette : Usé
- Jonathan Capdevielle : Jojo
- Léonie Dahan-Lamort : Marilou
- Marc Fraize : l’épicier
- Jackie Berroyer : Pépé
- William Lebghil : Abel
- Aloïse Sauvage : la policière
- Béatrice de Staël : la taxidermiste

## Tournage
Le film est essentiellement tourné dans le Pas-de-Calais, plus précisément dans la région de Berck et à Berck même.

## Accueil

### Critique
En France, le site Allociné propose une moyenne de 2,9⁄5, après avoir recensé 11 critiques de presse.
Bien que partagée, la critique reste plutôt positive à l'égard du film. Dans les critiques les plus positives, on peut prendre comme exemple celle du site Culturopoing, pour qui « une telle comédie feel good ne saurait se refuser en cette période sonnant la « fin de l’abondance » ». Le réalisateur « offre une bouffée d’air frais au genre », car selon le critique toujours, « le film est traversé d’un bain d’euphorie qui ravive un esprit contestataire, par le biais d’une écriture ciselée, loin de l’enchaînement de sketches qui fait l’apanage du marché cinématographique actuel. Chaque scène fait l’effet d’une passerelle vers la suivante ou à la précédente. ».
Le site Ecran Large salue de son côté la prestation de l'acteur principal, Thomas Scimeca : « le mélange de morosité et d'outrance assumée du comédien fait de son Thomas une porte d'entrée à la fois drôle et attachante au récit. ». Comme Culturopoing, la critique d'Ecran Large est d'accord sur l'« exaltante galerie de seconds rôles. », avant de conclure que « Tout fout le camp va parfois dans trop de directions, trop vite et avec trop d'entrain. Mais le film réalisé par Sébastien Betbeder reste une comédie à la folie douce pleine de générosité, de sincérité et d'originalité. ».
De son côté, le magazine Première rappelle que « Sébastien Betbeder avait déjà signé Le Voyage au Groenland en 2016. Il retrouve ici cette faculté à faire éclore des bons sentiments à partir d’un sol en friche. C’est coloré, un rien abscons, toujours tendre. ». Pour Les Inrockuptibles, « chaque nouveau film de Sébastien Betbeder (Deux Automnes Trois Hivers, Debout sur la montagne, …) occasionne une fuite, un décrochage, une sortie de route, ici littérale. Tout fout le camp reconduit ce motif pour entraîner son duo de paumés sur des routes brumeuses de campagne. ».

### Box-office
| Pays ou région | Box-office    | Date d'arrêt du box-office | Nombre de semaines |
| -------------- | ------------- | -------------------------- | ------------------ |
| France         | 5 266 entrées | 11 octobre 2022            | 4                  |

Le jour de sa sortie en France, le long-métrage réalise 934 entrées pour 562 copies. Le film se classe neuvième du box-office des nouveautés derrière Babi Yar. Contexte (1 265) et devant L'énergie positive des dieux (906).

## Récompenses et distinctions
- Vevey International Funny Film Festival 2023 : Prix du jury des jeunes[9].